# Clepsis monochroa
Clepsis monochroa es una especie de polilla del género Clepsis, categorizada en la tribu Archipini, de la subfamilia Tortricinae.

## Distribución
Se distribuye por África.

## Taxonomía
Fue descrita por Razowski en 2006 y publicada en (Clepsis), Polskie Pismo Entomol. 75: 435.